# Michail Mouroutsos
Michail Mouroutsos (Atenas, 29 de fevereiro de 1980) é um taekwondista grego.
Michail Mouroutsos competiu nos Jogos Olímpicos de 2000 e 2004, na qual conquistou a medalha de ouro, em 2000.